# Guy de La Verpillière
Pour les articles homonymes, voir La Verpillière.
Guy Le Clerc de La Verpillière, né le 9 août 1922 à Lagnieu (Ain) et mort le 25 avril 2006 dans la même commune, est un homme politique français. 
Il est le père de Charles de La Verpillière, également homme politique.

## Biographie
Guy de la Verpillière est exploitant agricole et minotier.
Il est d'abord maire de Proulieu (1953-1963), commune rattachée à celle de Lagnieu en 1965, puis devient maire de cette dernière, et le reste jusqu'en 1995.
Conseiller général du canton homonyme pendant trente ans, de 1958 à 1988, il est aussi élu député de la 3e circonscription de l'Ain en 1967, sous l'étiquette des Républicains indépendants, battant à cette occasion le député sortant centriste Émile Dubuis, dans le cadre d'une triangulaire. Il est réélu l'année suivante, éliminant Dubuis au premier tour. En 1973 comme en 1978, il s'impose au second tour contre le radical de gauche Louis Lamarche. 
En 1980, étiqueté UDF, il est élu sénateur au second tour, et quitte l'Assemblée nationale, où lui succède lors d'une élection partielle le socialiste Noël Ravassard. Il ne se représente pas en 1989.
Il est connu pour être l'initiateur du parc industriel de la Plaine de l'Ain.
Familièrement surnommé « le marquis », il est l'un des hommes politiques les plus en vue de son département pendant deux décennies.

## Détail des fonctions et des mandats

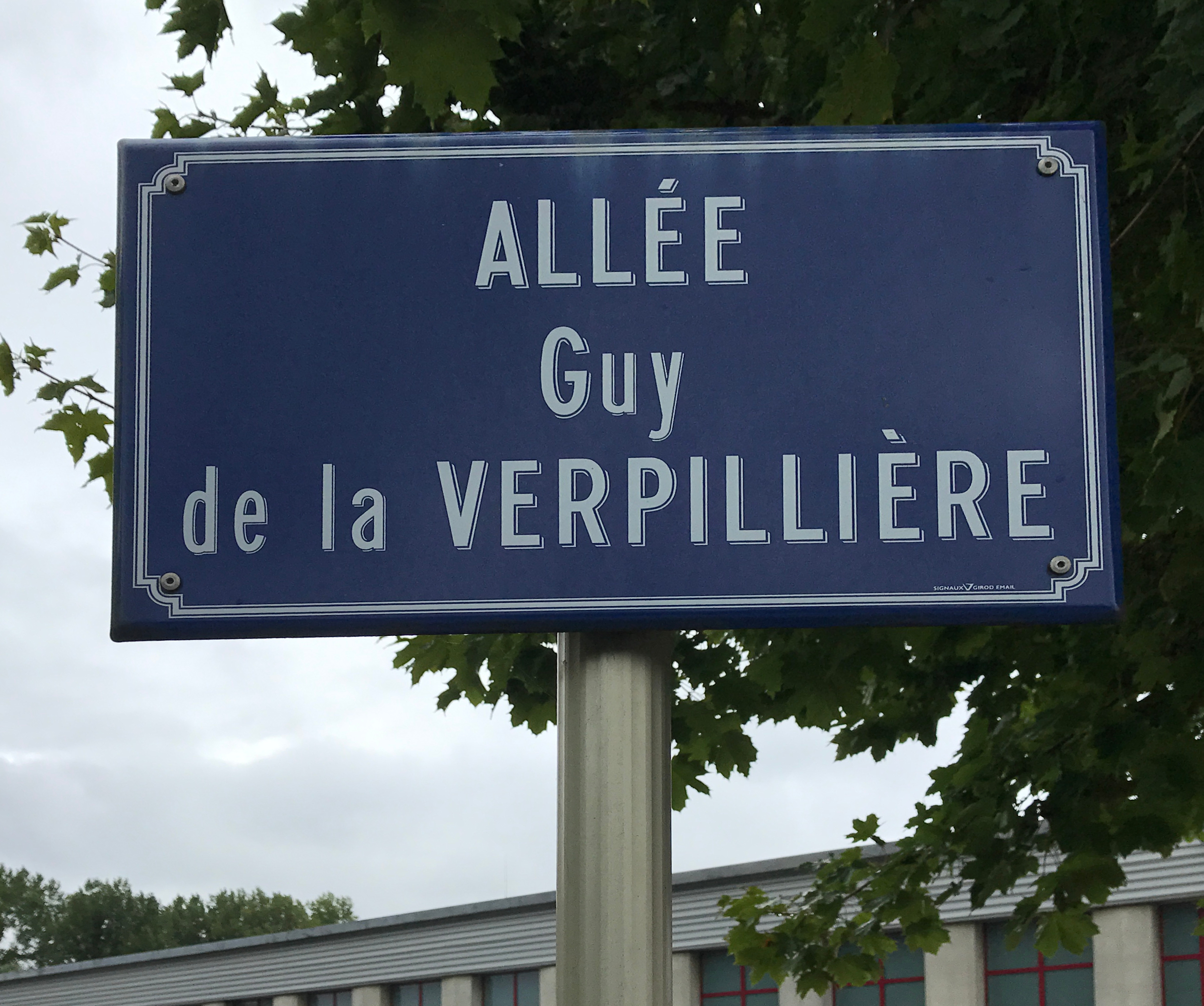
Panneau de l'allée Guy-de-La-Verpillière à Lagnieu.

### Mandats parlementaires
- De 1980 à 1989 : Sénateur de l'Ain.
- De 1967 à 1980 : Député de l'Ain.